# Again (canção de Lenny Kravitz)
"Again" é o único single do músico Lenny Kravitz lançado para promover seu álbum de maiores sucessos, Greatest Hits, de 2000. A canção é uma música de rock e balada, e deu a Kravitz o Prêmio Grammy de Melhor Interpretação Vocal Masculina de Rock em 2001, um feito que ele já tinha alcançado duas vezes consecutivas, com "Fly Away" e "American Woman". A canção fala sobre a perda de contato com um amor do passado e medita sobre a possibilidade sobre uma nova chance para este relacionamento no futuro.

## Videoclipe
O videoclipe de "Again", dirigido por Paul Hunter, destaca Kravitz com uma garota em seu apartamento (Gina Gershon), a quem Kravitz parece não estar interessado. De modo semelhante ao conteúdo da letra da canção, Kravitz encontra uma garota (Teresa Lourenco), que trabalha como garçonete num restaurante. No final do videoclipe, Kravitz vai ao restaurante ao encontro da garota novamente, mas ela não estava, e Kravitz deixa o restaurante. Logo após Kravitz deixar o restaurante, a garçonete entra, não percebendo que Kravitz estava lá para encontrá-la. Kravitz retorna ao seu apartamento, perdendo a chance de encontrá-la uma vez mais.

## Lista de faixas
Estados Unidos
1. - "Again"
2. - "Fly Away" (ao vivo)
3. - "Always On The Run" (ao vivo)
4. - "Are You Gonna Go My Way" (ao vivo)

Reino Unido
1. - "Again"

Austrália
1. - "Again"
2. - "Always On The Run" (ao vivo)
3. - "Are You Gonna Go My Way" (ao vivo)
4. - "Again" (remix de Stankonia) [Clean Version]
5. - "Again" (remix de Stankonia)
6. - "Again" (videoclipe)

## Desempenho nas paradas
"Again" é uma das canções mais populares de Kravitz. Na Billboard Hot 100, a canção chegou ao quarto lugar, tornando-se o segundo single de mais sucesso de Kravitz nos Estados Unidos.
| Top (2000 e 2001)                             | Melhor posição |
| --------------------------------------------- | -------------- |
| Estados Unidos - Billboard Hot 100            | 4              |
| Estados Unidos - Billboard Adult Top 40       | 2              |
| Estados Unidos - Billboard Modern Rock Tracks | 29             |
| Estados Unidos - Billboard Top 40 Mainstream  | 1              |
| Austrália - ARIA Singles Chart                | 30             |
| Áustria - Austrian Singles Chart              | 6              |
| Bélgica - Belgian (Flanders) Singles Chart    | 39             |
| Bélgica - Belgian (Wallonia) Singles Chart    | 3              |
| Países Baixos - Dutch Singles Chart           | 25             |
| França - France Singles Chart                 | 57             |
| Finlândia - Finnish Singles Chart             | 16             |
| Itália - Italian Singles Chart                | 1              |
| Nova Zelândia - RIANZ Singles Chart           | 5              |
| Suécia - Swedish Singles Chart                | 39             |
| Suíça - Swiss Singles Chart                   | 9              |

## Na cultura popular
"Again" é executada numa das sequências musicais dos créditos finais de Gran Turismo 3. A dupla OutKast também fez um remix desta canção.

## Presença em Um Anjo Caiu do Céu Internacional (Brasil)

Trilha sonora internacional da novela "Um Anjo Caiu do Céu", lançado em 2001 pela Somlivre, que a canção esteve incluída.

A canção esteve incluída na trilha sonora internacional da novela "Um Anjo Caiu do Céu", de Antonio Calmon, exibida em 2001 pela Rede Globo. Na trama ela foi tema do personagem "Josué", interpretado por Felipe Camargo.